# Max Petterson
Max Petterson Monteiro (Farias Brito, Ceará, 16 janvier 1994) est un acteur, youtubeur, entrepreneur et comédien brésilien. Il réside actuellement à Paris, France.
Max Petterson est connu pour avoir déménagé en France en 2014, après avoir obtenu une place à l'université de Paris-VIII, et pour avoir documenté la vie à Paris sur YouTube, avec plus de 33 millions de vues. Max a reçu une plus grande résonance avec une vidéo virale sur la chaleur en France,.

## Biographie

### L'enfance et les arts du spectacle
Max Petterson est né et a grandi dans la région du Cariri, dans l'intérieur du Ceará, à Farias Brito. Il est le fils de Magnolia Monteiro et est enfant unique.
Le premier contact avec le métier d'acteur a eu lieu lors de la création de la compagnie de théâtre "Curumins do Sertão" en 2006. Après avoir quitté le groupe, Max a rejoint l'Universidade Regional do Cariri en 2011 pour étudier le théâtre, mais a décidé d'abandonner le cours en raison de difficultés dans sa ligne de recherche au début de 2013. Après avoir essuyé des refus de la part d'universités brésiliennes, Max a contacté la Sorbornne Université, en France, par l'intermédiaire de son superviseur Márcio Rodrigues, afin d'obtenir des informations sur les bourses d'études dans le pays, d'obtenir une réponse et de commencer le processus de sélection.
Après des mois de réception de négatifs de la part de deux collèges français, en juillet 2014, il a été approuvé à l'Université de Paris-VIII. Un mois avant son déménagement, en raison de difficultés financières, Max avait lancé une campagne de collecte de fonds pour financer son passage en France, où il a réussi et fait l'objet d'un article dans le journal local Cariri,.
En 2017, après avoir partagé ses impressions sur la chaleur française dans une vidéo YouTube, Max est devenu viral, obtenant plus d'un million de vues. Depuis 2018, Max se consacre à la production YouTube avec des vidéos présentant des curiosités de la culture et de l'art des régions françaises, avec la société de tourisme qu'il a créée à cet effet.
Le 28 février 2019, Max a été invité en première partie du spectacle de stand-up de Whindersson Nunes « Eita Casei » en France.

### Les premiers films et séries de Netflix
En octobre 2020, Max est retourné au Brésil pour les enregistrements de la participation à son premier film, « Bem-vinda a Quixeramobim » produit par Globo Filmes et réalisé par Halder Gomes. Dans le long métrage, Max joue le rôle du conducteur de la voiture, Eri. Le tournage du film s'est terminé le 19 décembre 2020. Annoncé le 7 février 2022, le film sera présenté en première au 24e Festival du film brésilien de Paris le 3 avril,.
De retour au Brésil en novembre 2021, Max a été invité à participer à la série comique réalisée par Halder Gomes et produite par Netflix, « O Cangaceiro do Futuro », avec Edmilson Filho, Chandelly Braz et Dudu Azevedo. Le tournage de la série a commencé en novembre 2021 jusqu'au 6 février 2022, la série a pour intrigue l'arrivée d'un habitant au quartier de Quixadá venant du futur. La première de « Cangaceiro do Futuro » est prévue pour la fin 2022.